# لاوتر (ساكسونيا)
لاوتر زاكسن (بالألمانية: Lauter, Saxony) هي مستوطنة تقع في ألمانيا في Lauter-Bernsbach.  يقدر عدد سكانها بـ 4,707 نسمة .

## أعلام
- ديتر شنايدر
- جوناثان بول